# Jackie Silva
Pour les articles homonymes, voir Silva.
Cet article concerne une joueuse de volley-ball. Pour la surfeuse brésilienne, voir Jacqueline Silva.
Jacqueline Louise da Cruz Silva, dite Jackie Silva, née le 13 février 1962 à Rio de Janeiro, est une joueuse de volley-ball et de beach-volley brésilienne.

## Vie privée
Jackie Silva est lesbienne et est en couple avec la ballerine Amália Lima.

## Palmarès

### Palmarès en beach-volley
- Jeux olympiques
  -  Médaille d'or en 1996 à Atlanta avec Sandra Pires

- Championnats du monde de beach-volley
  -  Médaille d'or en 1997 à Los Angeles avec Sandra Pires

### Palmarès en volley-ball
- Jeux panaméricains
  -  Médaille de bronze en 1979 à San Juan avec l'équipe du Brésil de volley-ball féminin